# ليام فوكس (لاعب كرة قدم)
ليام فوكس (بالإنجليزية: Liam Fox)‏ (2 فبراير 1984 بإدنبرة في المملكة المتحدة - ) هو مدرب كرة قدم ولاعب كرة قدم بريطاني في مركز الوسط. لعب مع ريث روفرز ونادي إنفرنيس ونادي كروسيدرز وهارت أوف ميدلوثيان ونادي ليفينغستون لكرة القدم.

## وصلات خارجية
- ليام فوكس على موقع قاعدة بيانات كرة القدم.إي يو (الإنجليزية)
- ليام فوكس على موقع Soccerbase.com (لاعب) (الإنجليزية)
- ليام فوكس على موقع Soccerbase.com (مدرب) (الإنجليزية)
- ليام فوكس على موقع Soccerway.com (الإنجليزية)
- ليام فوكس على موقع عالم كرة القدم.نت (الإنجليزية)